# Cauchemar vivant
Pour plus de détails, voir Fiche technique et Distribution.
Cauchemar vivant est un film du réalisateur camerounais Blaise Ntedju alias Blaise Option,né le 19 février 1976 à Douala,,. Ce film sorti en 2017 transmet une mise en garde contre l'enrichissement facile et les sectes occultes.

## Synopsis
Ngando, sa compagne Ndomè et leur fille Orlane constituent une famille heureuse. Ils vivent à l'abri du besoin, mais Ngando aspire à toujours plus de grandeur et de richesses pour leur maisonnée. Cette ambition démesurée le poussent dans les bras de personnes lui promettant la richesse selon des conditions peu recommandables. Piégé par cette secte pernicieuse, il emploie toute son ingéniosité pour protéger sa famille. 

## Fiche technique
- Titre: Cauchemar vivant
- Réalisation: Blaise Ntedju
- Assistant Réalisateur:Brice Fansi
- Metteur en scène: Fabrice Takoungang
- Scénario: Blaise Ntedju
- Dialogues: Lamenu Tedjou

- Montage: Steve Fotso
- Ingénieur du Son: Herve Guemete
- Caméra: Francis Mendouga
- Supervision du script: Lynn Penpen
- Make up: Raïssa Yakana
- Production: Orimo TV
- Durée: 1h32

## Distribution
- Blaise Ntedju: Ngando
- Marie Stéphanie Adjonj: Ndomè
- Christelle Sakina Sengue: Oriane
- Hervé Gabriel Ngwet: Simo
- Éric Blandin Djeumi: Ayissi
- Elvis Laché: Tetang
- Jean Claude Sutchou: Grand maître
- Raphael Matouke: Pierre Carnet
- Frédérick Talla: Le Marabout
- Justin Feussi: Huissier
- Serge Landrine Fasseu: Collègue huissier
- Arnold Tambo: Servant grand maître
- Patrick Timbe Moussanga: Médecin
- Pierre K. Ngueti: Prêtre
- Raïssa Yakana: Journaliste